# Sistema Nacional de Gestión del Riesgo de Desastres

El Sistema Nacional de Gestión del Riesgo de Desastres (SNGRD) es un sistema del gobierno de Colombia compuesto por entidades gubernamentales, privadas y comunitarias, coordinadas por políticas, normativas y recursos, destinadas a conducir el proceso de manejo del riesgo. Su meta es salvaguardar a la población en toda la extensión del país, con el fin último de elevar el estándar de vida, la seguridad y el bienestar de todas las comunidades que residen en territorio colombiano.
El sistema creado a partir de la Ley 1523 de 2012 por sanción presidencial, depende directamente de la Presidencia de la República que dirige el Consejo Nacional para la Gestión del Riesgo compuesto por los ministros, el director del Departamento Nacional de Planeación y el director de la Unidad Nacional para la Gestión de Desastres.

## Instancias de orientación y coordinación
El Sistema Nacional de Gestión del Riesgo de Desastres está compuesto por 6 instancias de orientación y coordinación, quienes optimizan el desempeño y la gestión de las distintas entidades en la ejecución de acciones. Estas son:
- Consejo Nacional para la Gestión del Riesgo

- Unidad Nacional para la Gestión del Riesgo de Desastres

- Comité Nacional para el Conocimiento del Riesgo

- Comité Nacional para la Reducción del Riesgo

- Comité Nacional para el Manejo de Desastres

- Consejos Departamentales, distritales y municipales para la Gestión del Riesgo

## Historia
Solo fue hasta el 13 de noviembre de 1985 con el desastre ocurrido por la avalancha provocada por la activación del volcán del Ruiz, el cual afectó a los departamentos de Tolima y Caldas, provocando 25.000 víctimas y perdidas económicas alrededor de los 211.8 millones de dólares, de acuerdo con cifras suministradas por el PNUD, que se detectó como necesidad prioritaria para el país contar con un Sistema que coordinará todas las acciones encaminadas a la prevención y atención de desastres en todo el territorio nacional. En consecuencia se crea el Sistema Nacional de Prevención y Atención de Desastres - SNPAD como red institucional para el cumplimiento de esta función. A partir de este momento se da inicio a toda la gestión y organización a nivel interinstitucional para la determinación de lineamientos y directrices claros con respecto a la prevención y atención de desastres (Ley 46 de 1988 – Decreto Ley 919 de 1989), los cuales enmarcan las funciones y responsabilidades de cada uno de los actores del Sistema Nacional de Prevención y Atención de Desastres. Posteriormente y con el fin de establecer y regular las acciones del Sistema, se adopta el Plan Nacional para la Prevención y Atención de Desastres - PNPAD mediante Decreto 93 de 1998.
Al ser el PNPAD un esquema esencial para el desarrollo sostenible a nivel nacional, se determina mediante el Documento CONPES 3146 de 2001: Estrategia para consolidar la ejecución del Plan Nacional para la Prevención y Atención de Desastres, un conjunto de acciones prioritarias para mejorar el desarrollo del Plan con respecto a elementos tales como el conocimiento, la incorporación del tema en la planificación, el fortalecimiento institucional del Sistema Nacional de Prevención y Atención de Desastres y el mejoramiento de los programas de educación y divulgación entre otros. En este sentido se determinó como estrategia, el manejo de la gestión del riesgo como componente importante de los Planes de Ordenamiento Territorial (POT) y Planes de Desarrollo Sectorial (PDT), configurados como instrumentos de planificación en el corto y mediano plazo y a su vez herramienta para la toma de decisiones sobre el futuro económico y social de los municipios, departamentos y nación. De esta manera se consolida el Sistema Nacional de Prevención y Atención de Desastres como un mecanismo para la toma de decisiones en respuesta al impacto y repercusión de las amenazas naturales y antrópicos en el territorio colombiano. 

### UNGRD
En el año 2011 se creó la Unidad Nacional para la Gestión de Riesgos de Desastres (UNGRD) durante el gobierno de Juan Manuel Santos, como una entidad adscrita a la presidencia de la república con el objetivo de dirigir la implementación de la gestión del riesgo de desastres, atendiendo las políticas de desarrollo sostenible, y coordinar el funcionamiento y el desarrollo continuo del Sistema Nacional de Gestión del Riesgo.

## Directores de la UNGRD
- Carlos Iván Márquez (2012 - 2018)
- Eduardo José González (2018- 2020 / 2022)
- Ariel Zambrano Meza (2020 - 2022)
- Javier Pava Sánchez (17 de agosto de 2022 - 2 de abril de 2023)
- Olmedo López (28 de abril de 2023 - 29 de febrero de 2024)
- Carlos Carrillo Arenas (11 de marzo de 2024- )